# Cao Thị Bảo Vân
Tiến sĩ Cao Thị Bảo Vân (sinh năm 1962) là người đoạt giải WIPO dành cho nhà sáng chế nữ xuất sắc nhất năm 2007 với công trình: "Nghiên cứu giải mã bộ gen virus cúm gà A/H5N1 lưu hành ở Việt Nam trên mẫu bệnh phẩm người và gia cầm năm 2004-2005".

## Sự nghiệp
Năm 1986, Cao Thị Bảo Vân tốt nghiệp Đại học Lomonosov (Liên bang Nga) chuyên ngành sinh học phân tử.
Năm 1994, chị hoàn thành luận văn thạc sĩ tại Viện Pasteur Paris, rồi tiếp tục làm nghiên cứu sinh tại Viện này và Trường Đại học Paris XI về cơ chế gen kháng thuốc của các tác nhân nhiễm trùng.
Năm 2002, chị đã bảo vệ thành công luận án tiến sĩ với hạng "tối danh dự".
Hiện nay, Cao Thị Bảo Vân là Phó khoa vi sinh miễn dịch Viện Pasteur Thành phố Hồ Chí Minh, Trưởng phòng Sinh học phân tử Viện Pasteur Thành phố Hồ Chí Minh.

## Nhận giải WIPO
Là người phụ nữ Việt Nam duy nhất giành Giải thưởng WIPO và cả Giải Vifotec năm 2007, TS. Cao Thị Bảo Vân nhận được sự đánh giá rất cao từ Tổ chức Sở hữu Trí tuệ Thế giới. Công trình nghiên cứu của chị, Nghiên cứu giải mã bộ gen virus cúm gà A/H5N1 lưu hành ở Việt Nam trên mẫu bệnh phẩm người và gia cầm năm 2004-2005, có ý nghĩa đặc biệt trong việc phân tích sự tiến hóa di truyền của virus, giúp chọn lọc và phát triển vắc-xin đặc hiệu cũng như sử dụng thuốc trong điều trị cúm A/H5N1 một cách hiệu quả nhất.

## Gia đình
Cha của Cao Bảo Vân là Tướng Cao Văn Khánh. Mẹ là GS.BS Nguyễn Thị Ngọc Toản, chuyên gia đầu ngành trong lĩnh vực sản phụ khoa. Bà là một trong những sáng lập viên của Quỹ ủng hộ nạn nhân chất độc da cam và Hội Nạn nhân chất độc da cam Việt Nam.